# جيليان جوستيانا
جيليان جوستيانا (بالهولندية: Gillian Justiana)‏ (5 مارس 1991 بزفوله في هولندا - ) هو لاعب كرة قدم هولندي في مركز الظهير. شارك مع منتخب كوراساو لكرة القدم. أما مع النوادي، فقد لعب مع بي إي سي زفوله وهيلموند سبورت وBe Quick '28 ‏.

## وصلات خارجية
- جيليان جوستيانا على موقع الاتحاد الدولي (مؤرشف)  (الإنجليزية)
- جيليان جوستيانا على موقع قاعدة بيانات كرة القدم.إي يو (الإنجليزية)
- جيليان جوستيانا على موقع ناشيونال فوتبول تيمز (الإنجليزية)
- جيليان جوستيانا على موقع Soccerway.com (الإنجليزية)